# Demografía de Voivodina

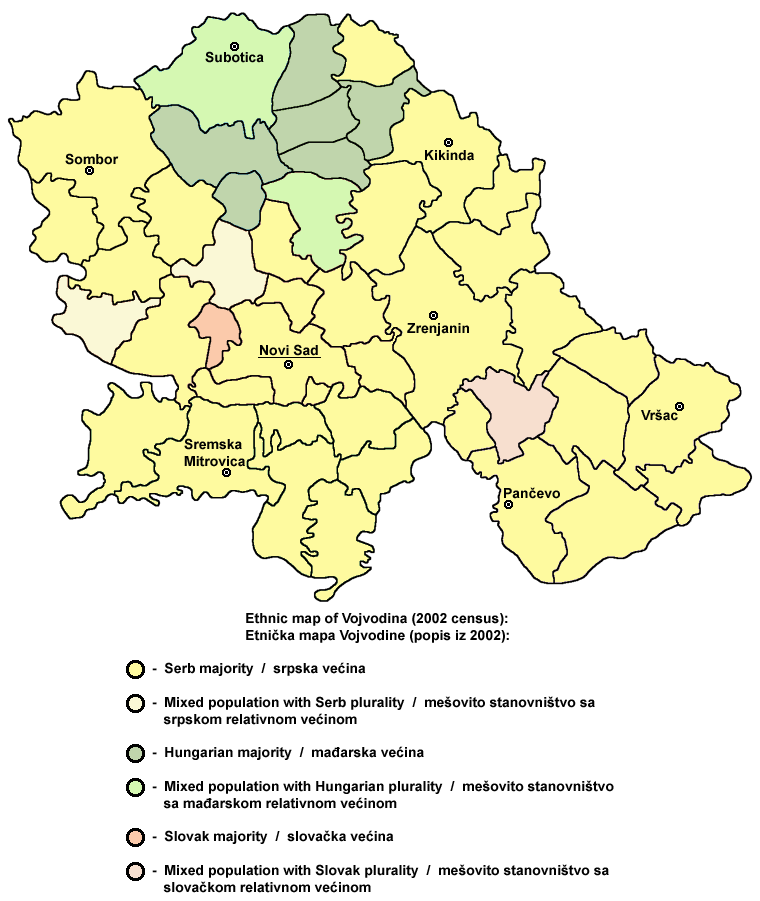
Grupos étnicos.

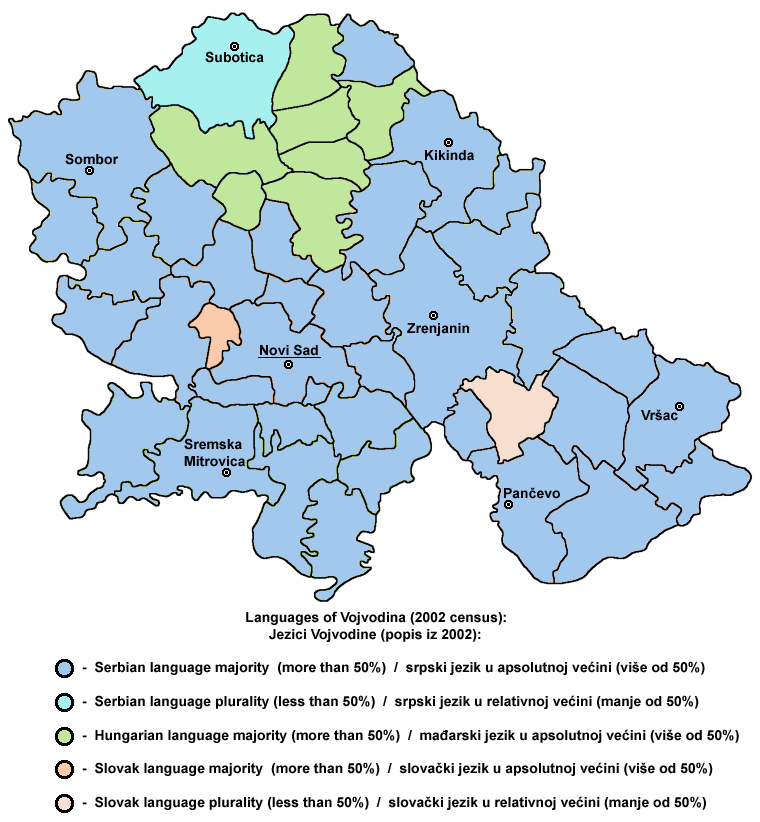
Idiomas en Voivodina.

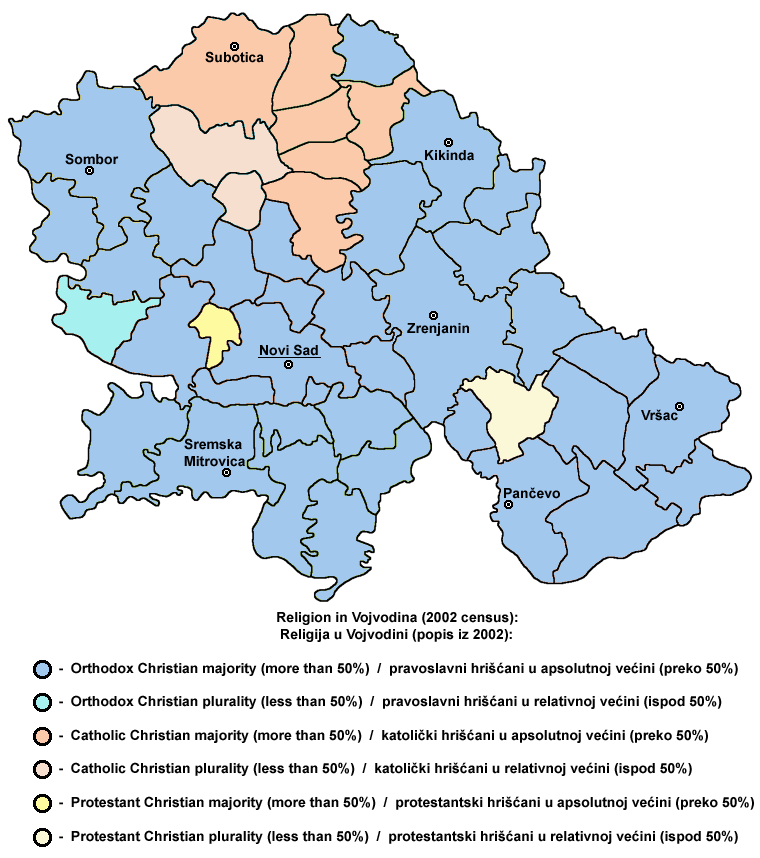
Religión en Voivodina

Los principales datos relativos a la demografía de Voivodina son los siguientes.

## Población por grupo nacional o étnico

### Censo del 2002

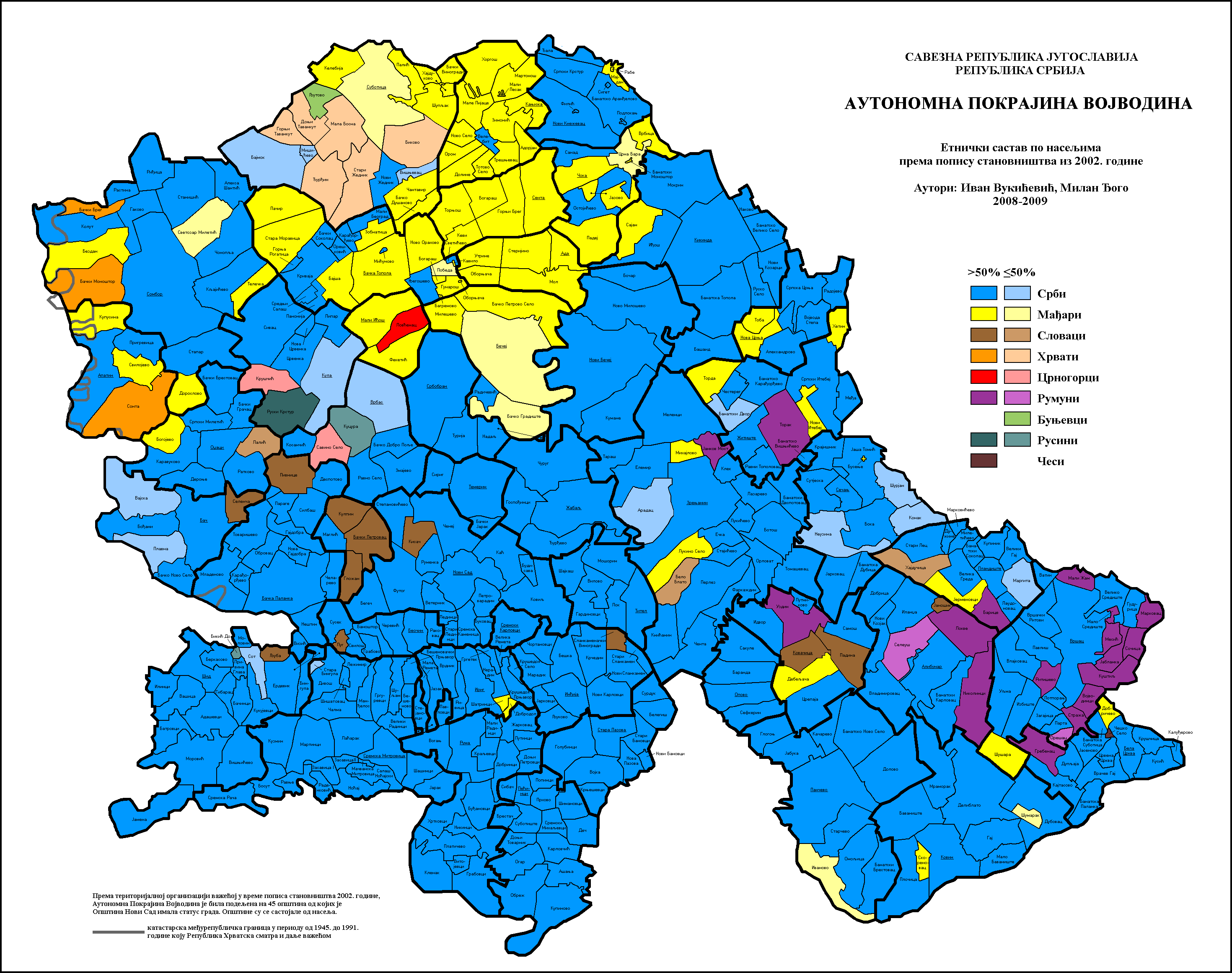
Ethnic structure of Vojvodina by settlements 2002.
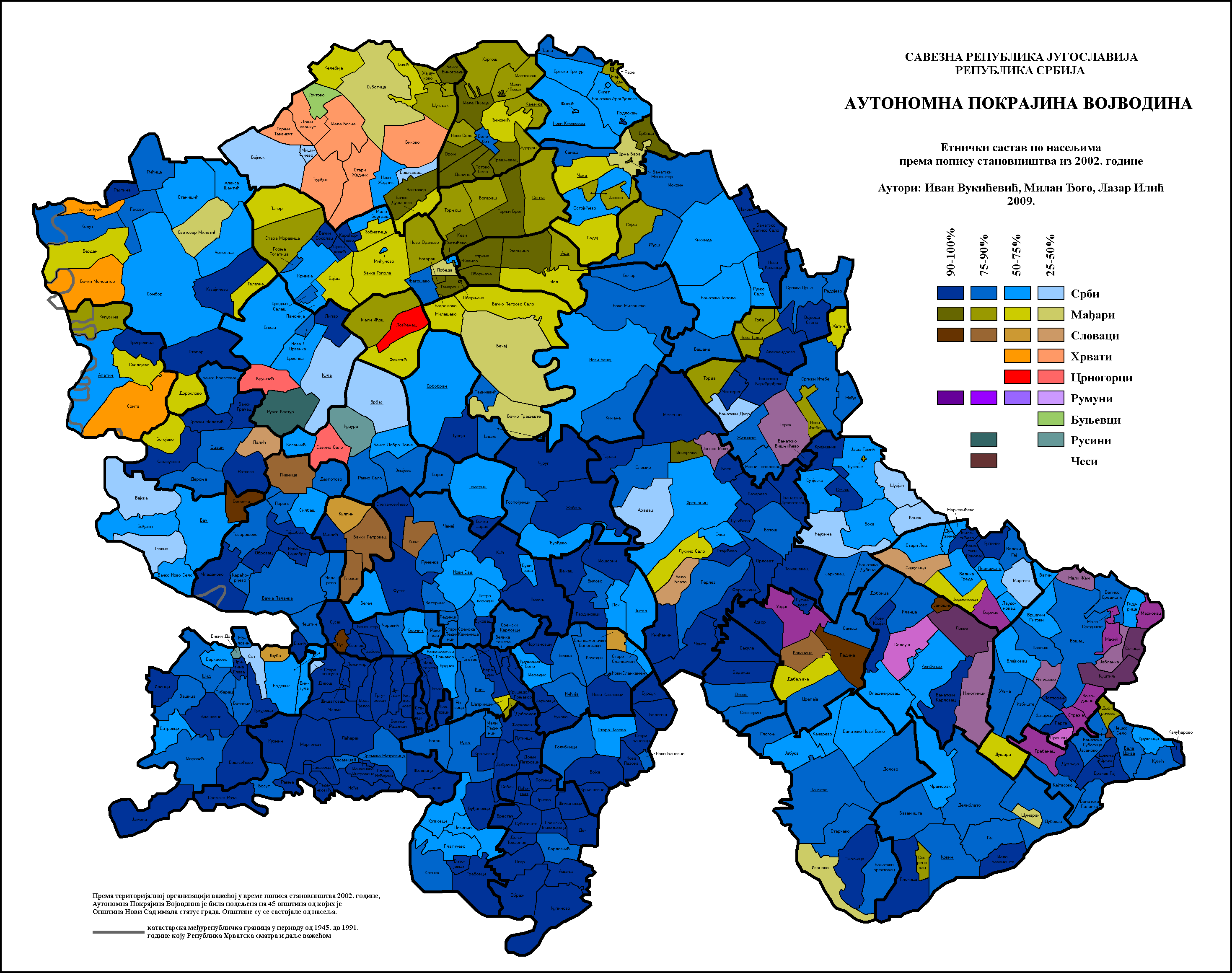
Ethnic structure of Vojvodina by settlements 2002.
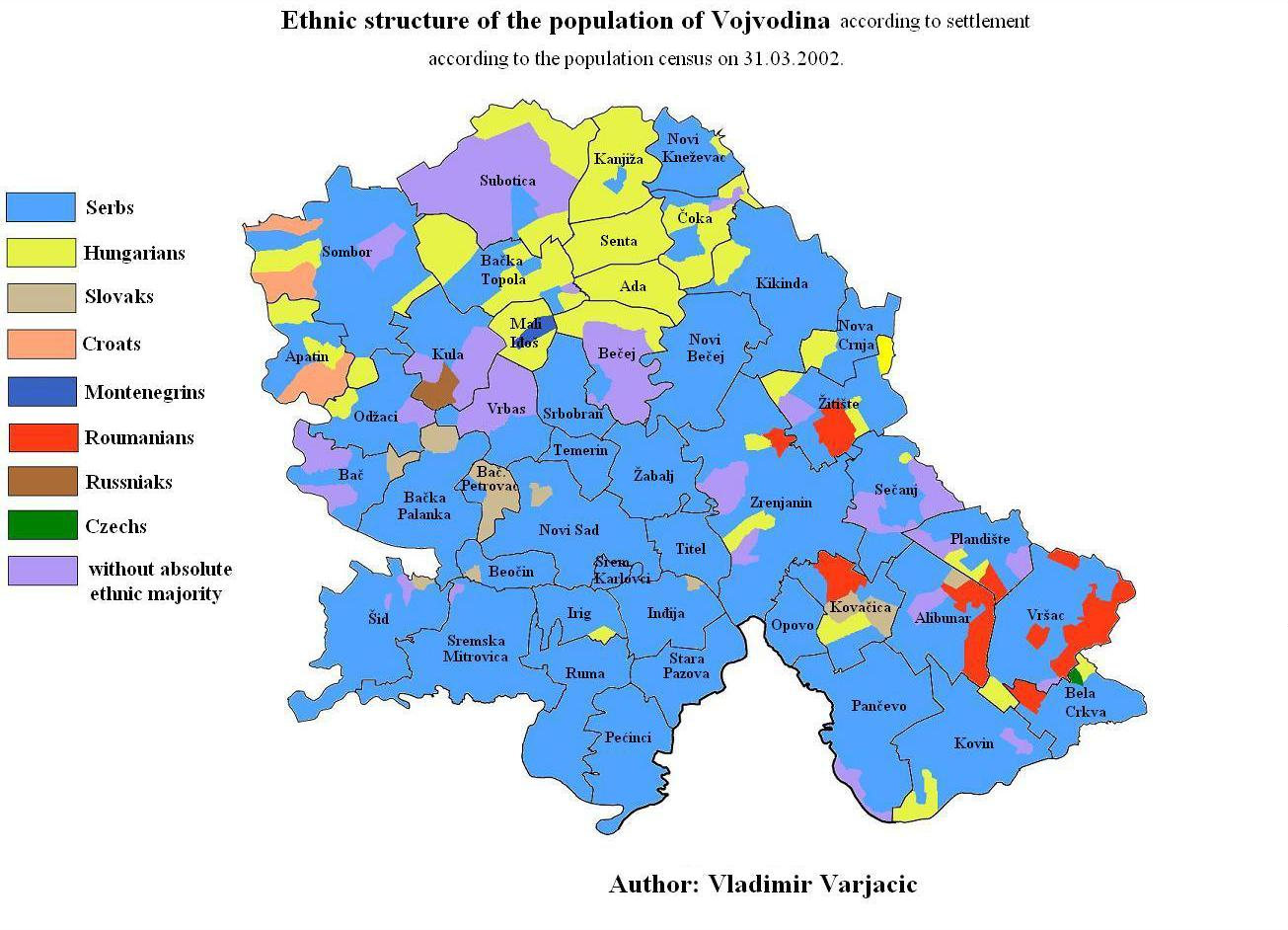
Ethnic structure of Vojvodina by settlements 2002.
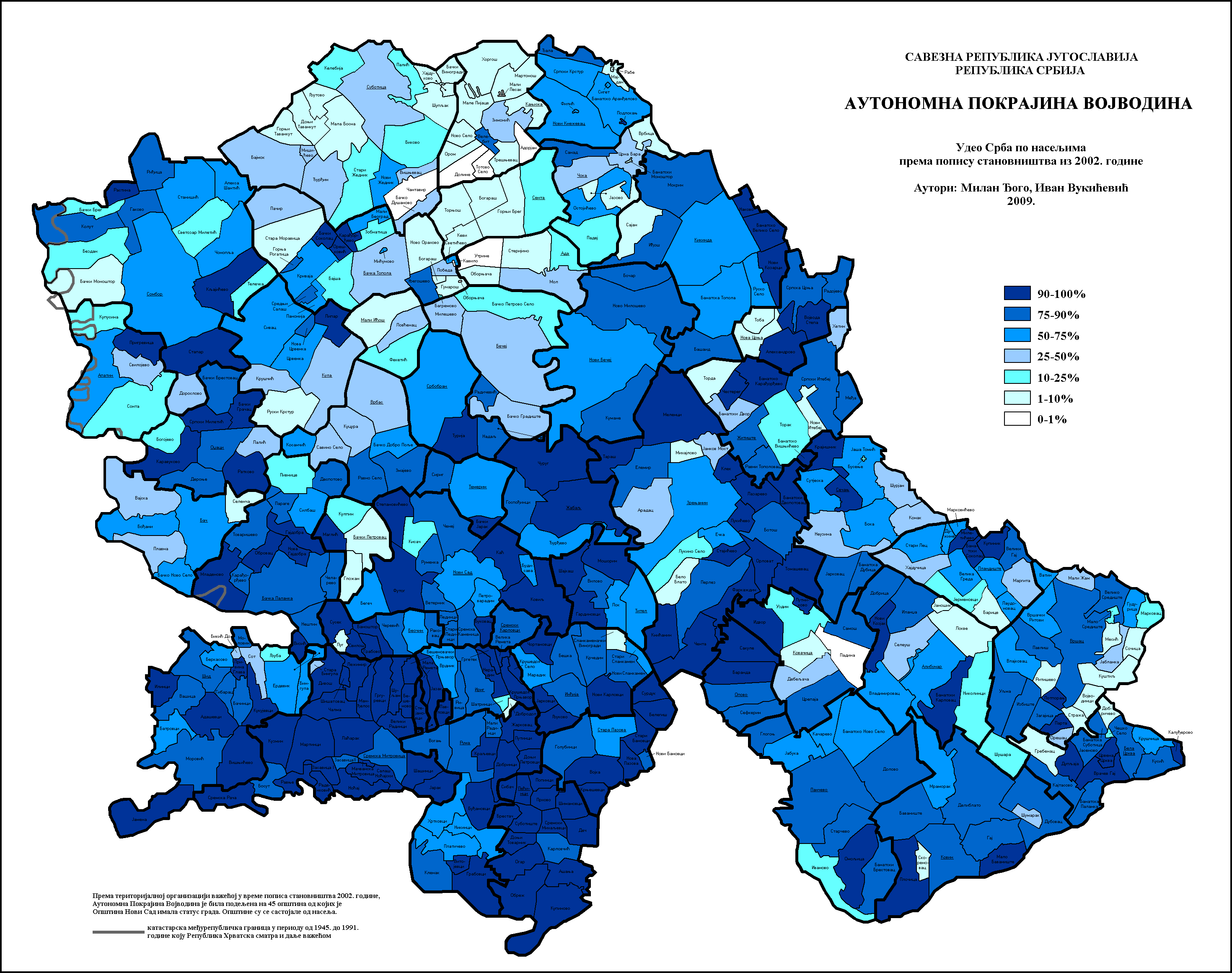
Share of Serbs in Vojvodina by settlements 2002.
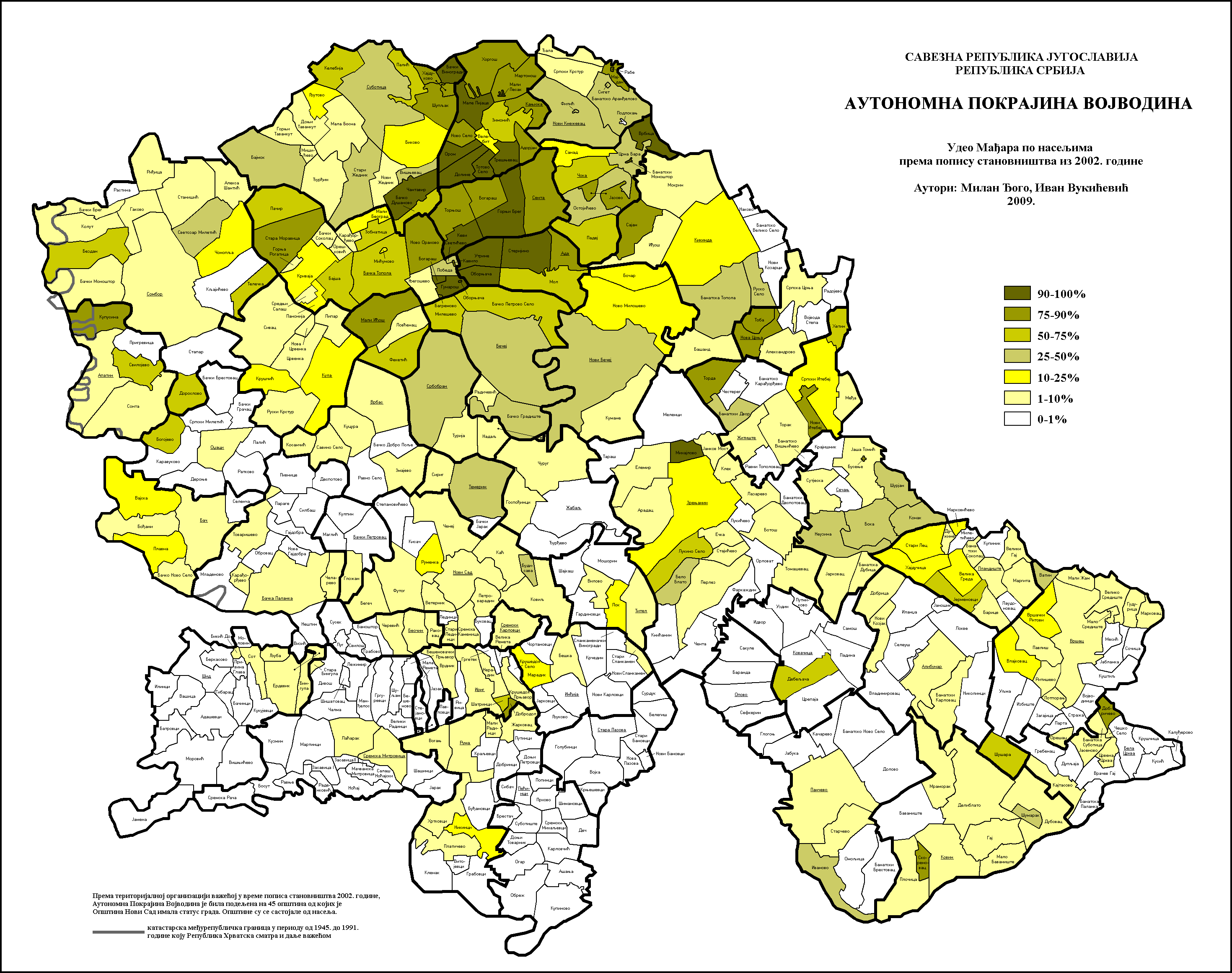
Share of Hungarians in Vojvodina by settlements 2002.
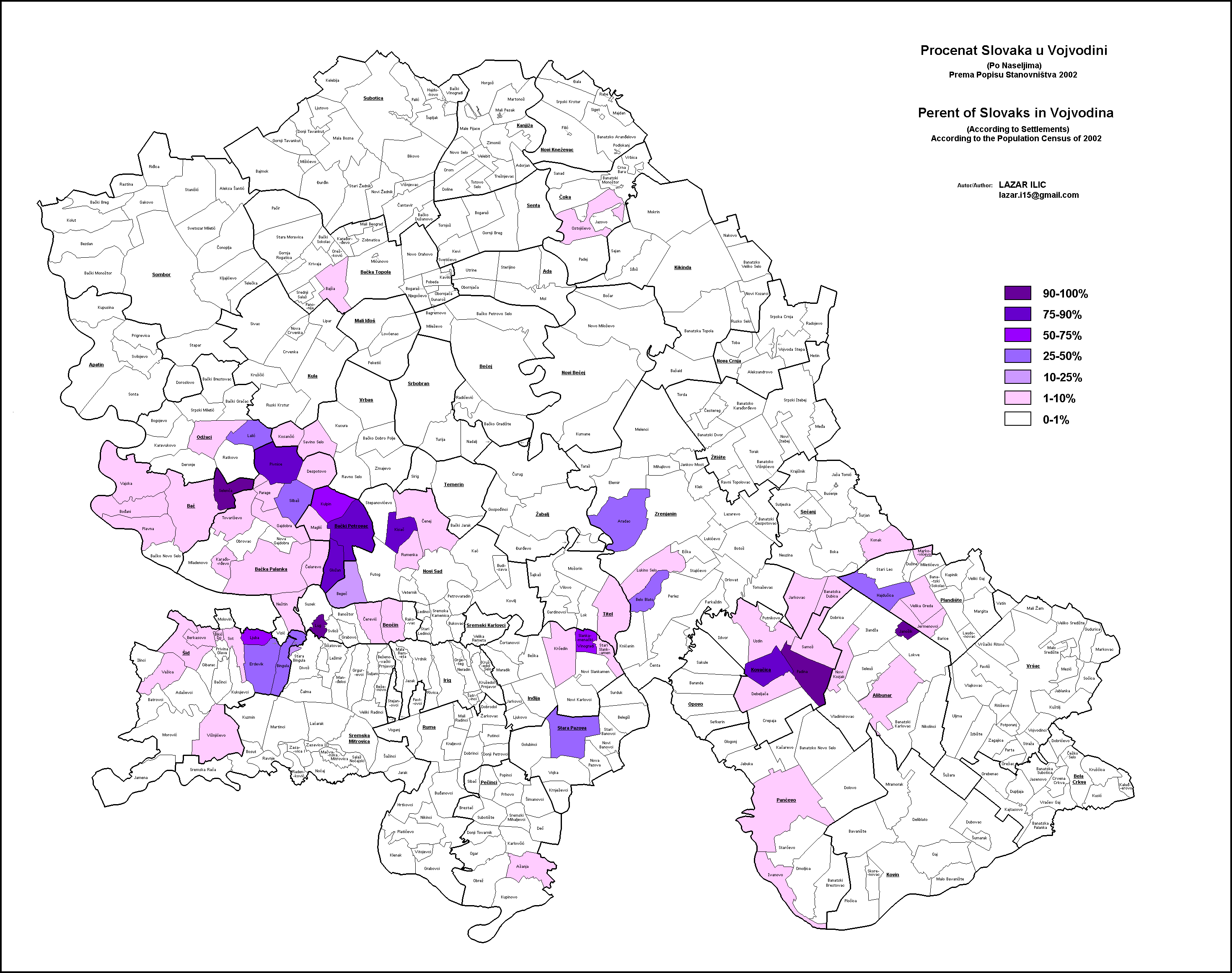
Share of Slovaks in Vojvodina by settlements 2002.
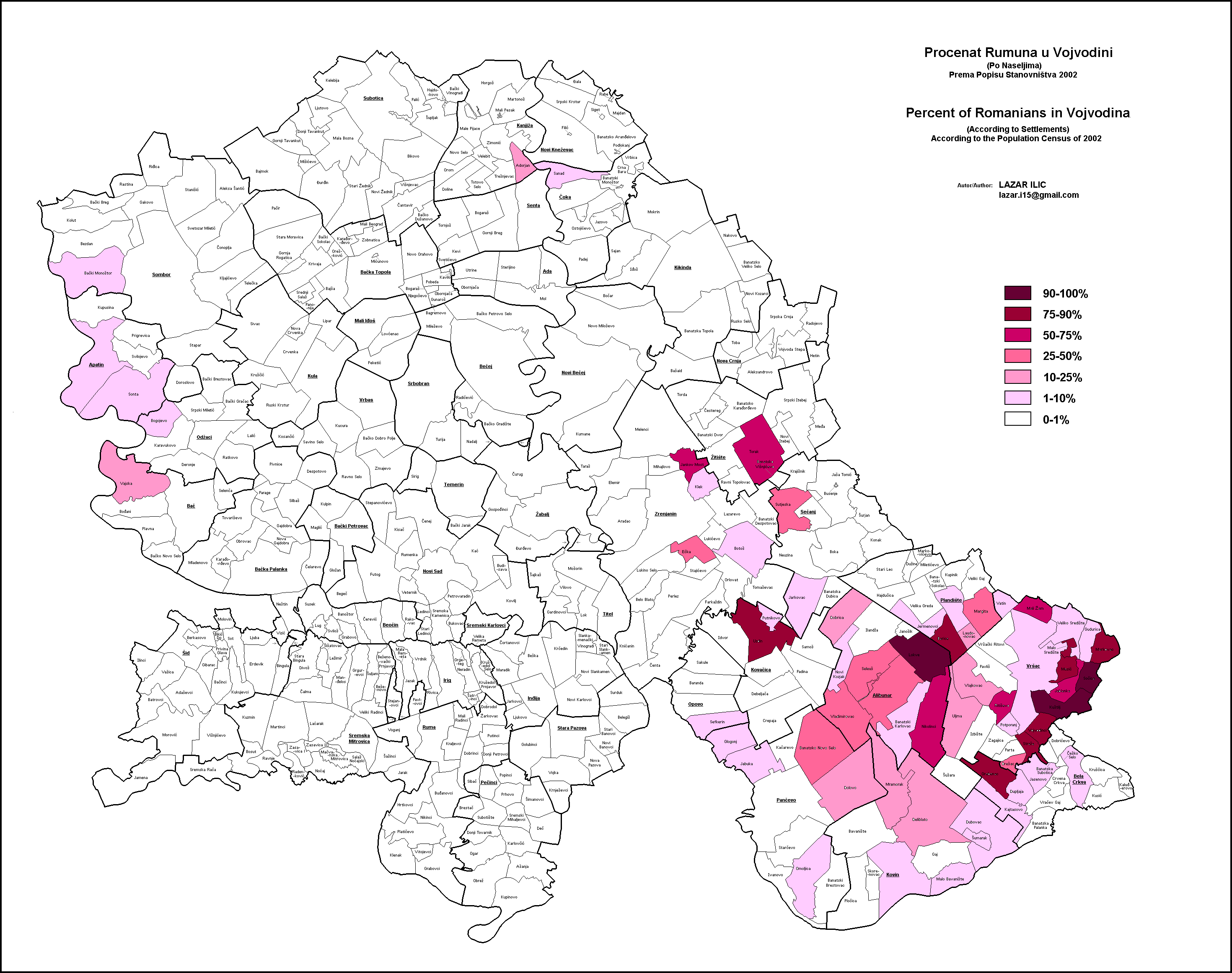
Share of Romanians in Vojvodina by settlements 2002.
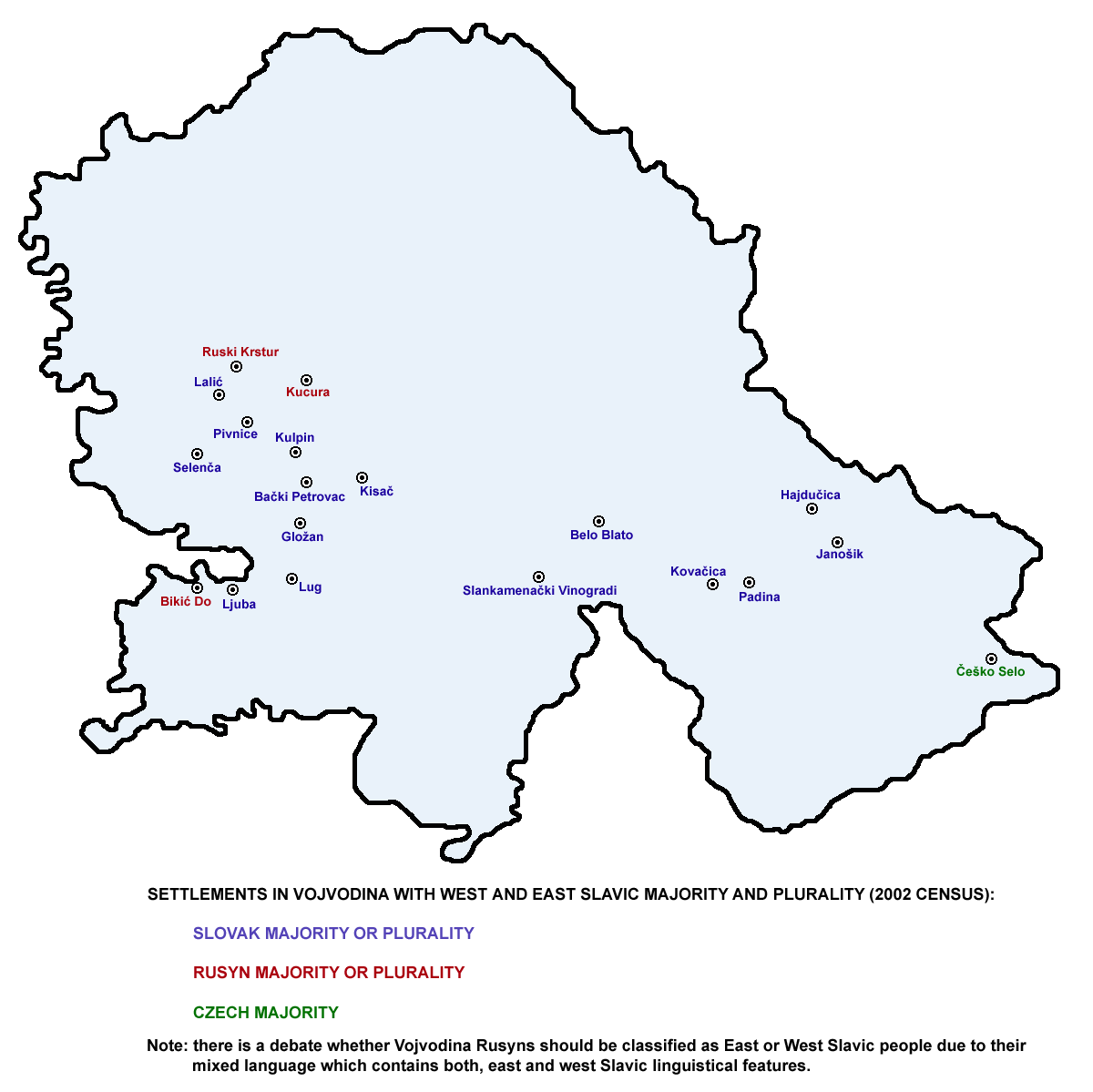
Slovaks, Rusyns and Czechs in Vojvodina 2002.
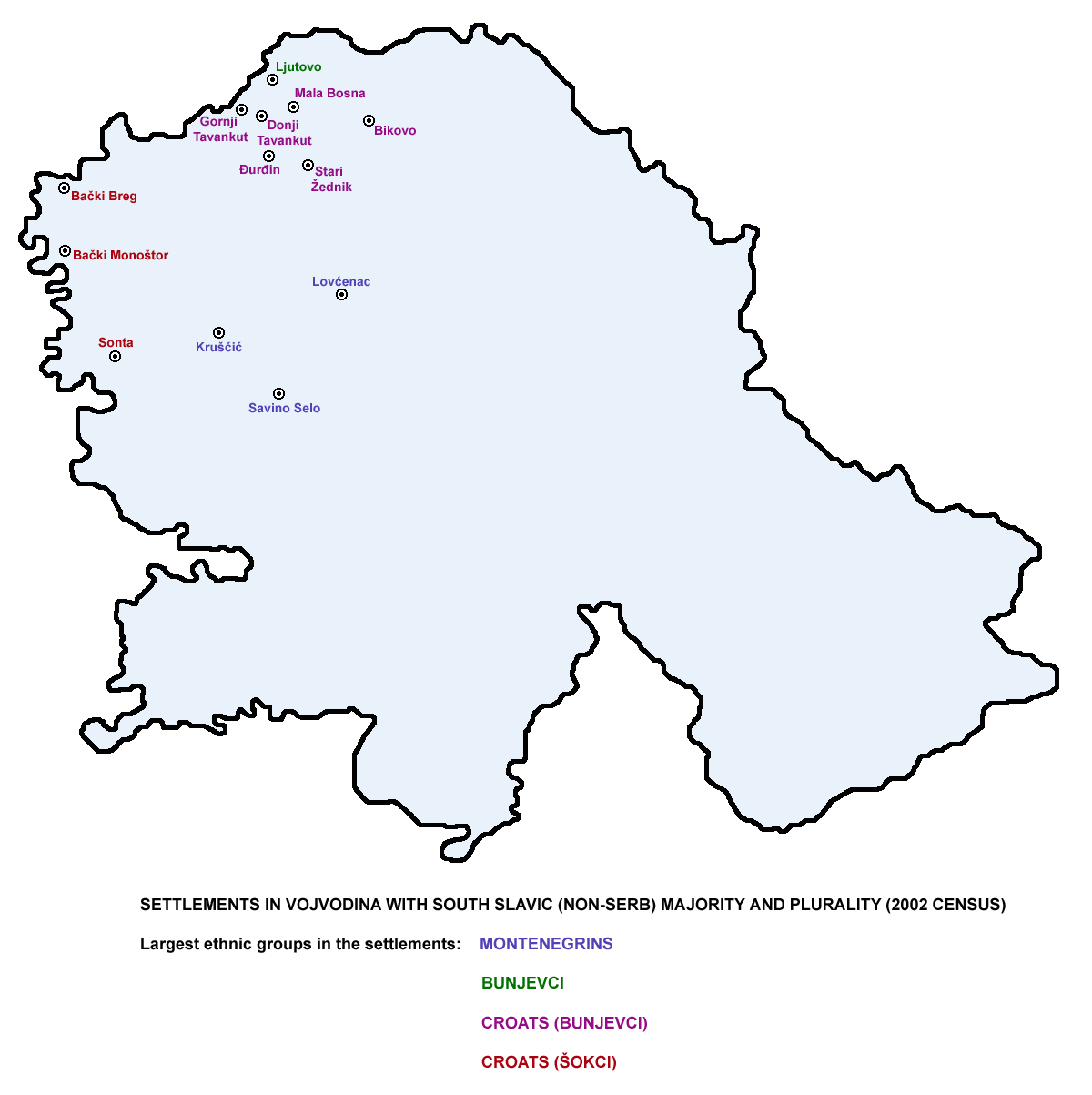
Montenegrins, Bunjevci and Croats in Vojvodina 2002.
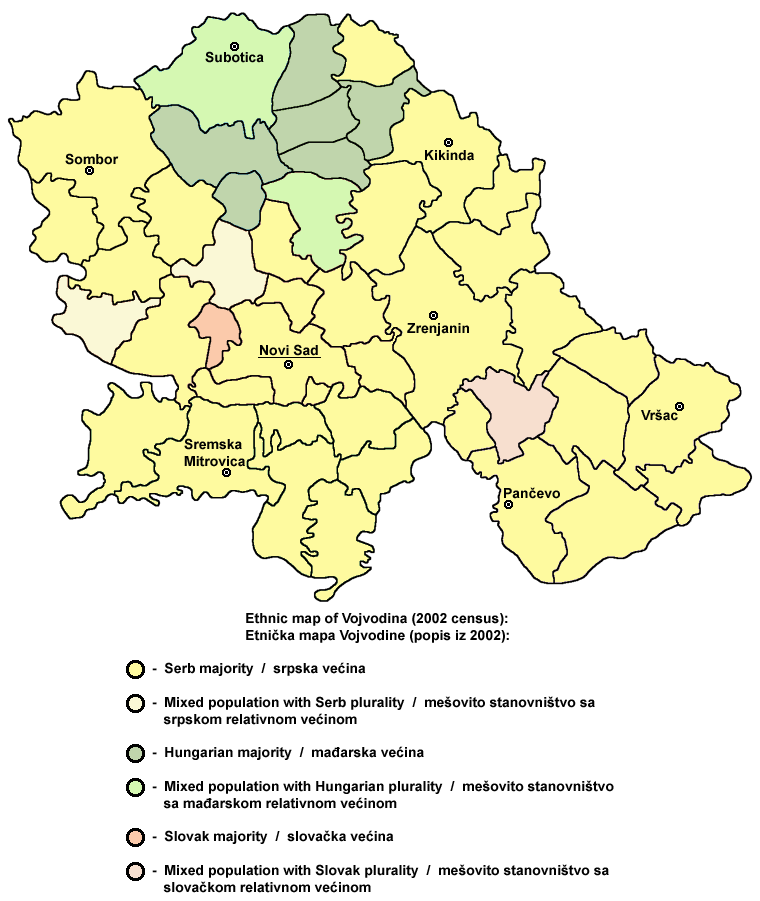
Ethnic structure of Vojvodina by municipalities 2002.
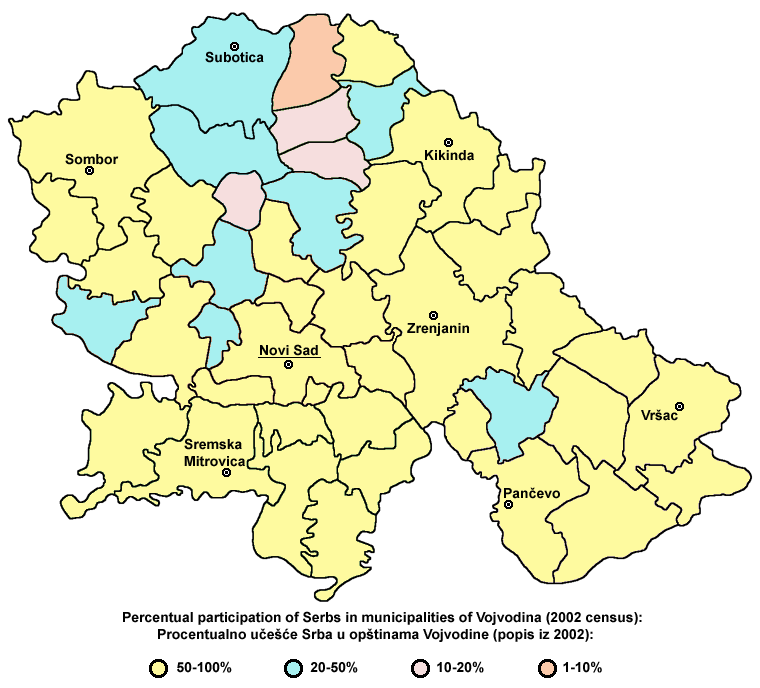
Share of Serbs in Vojvodina by municipalities 2002.
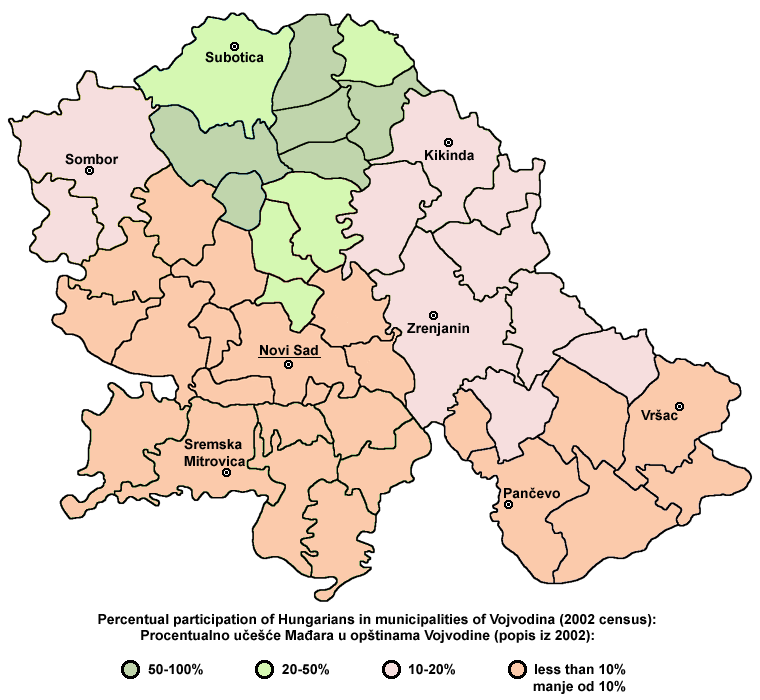
Share of Hungarians in Vojvodina by municipalities 2002.
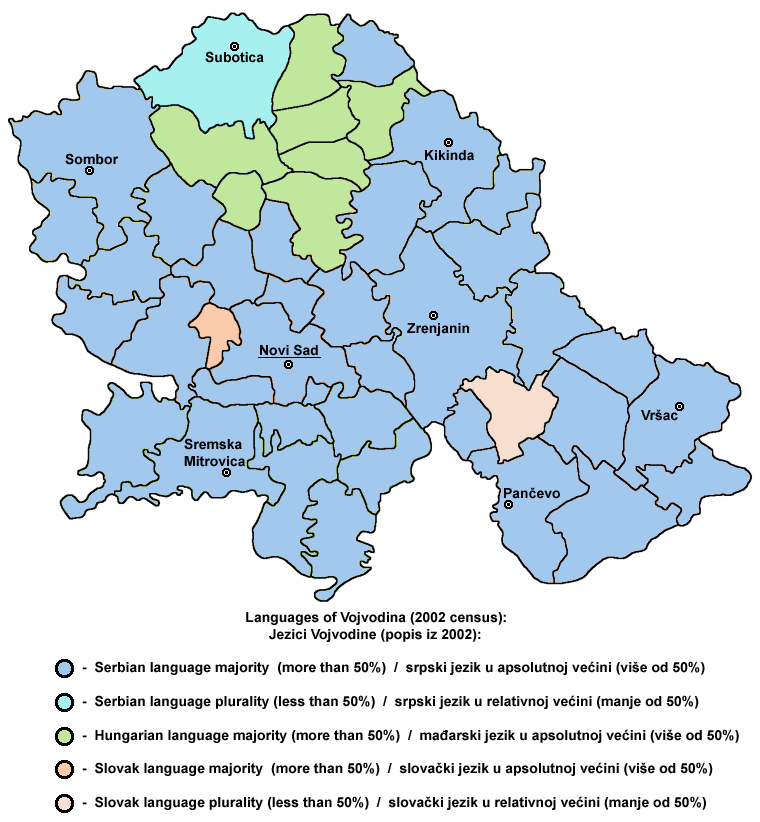
Linguistic structure of Vojvodina by municipalities 2002.
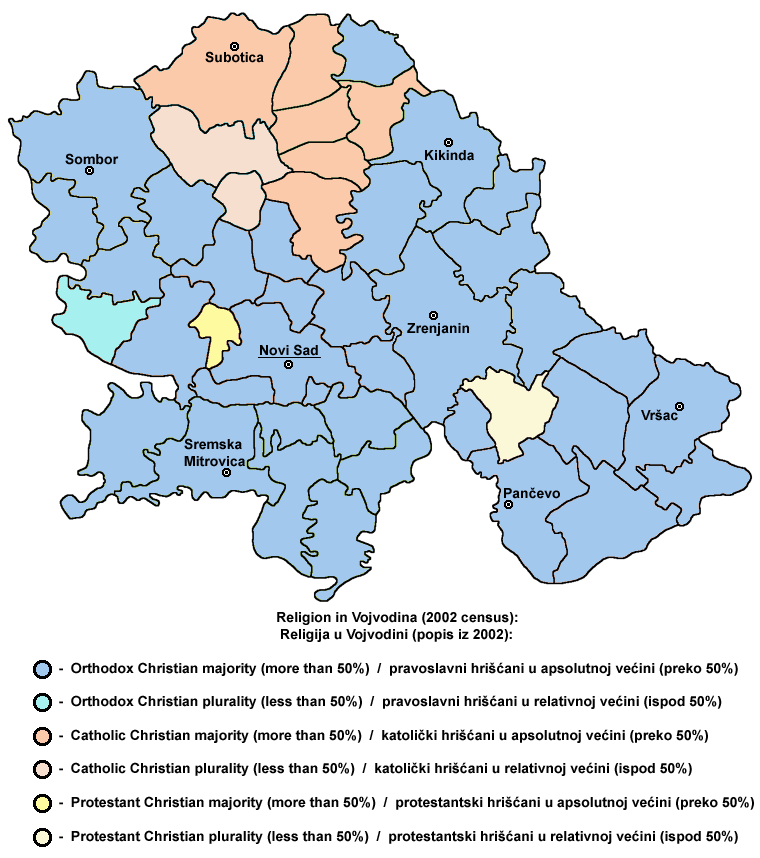
Religious structure of Vojvodina by municipalities 2002.

### Censo del 2011

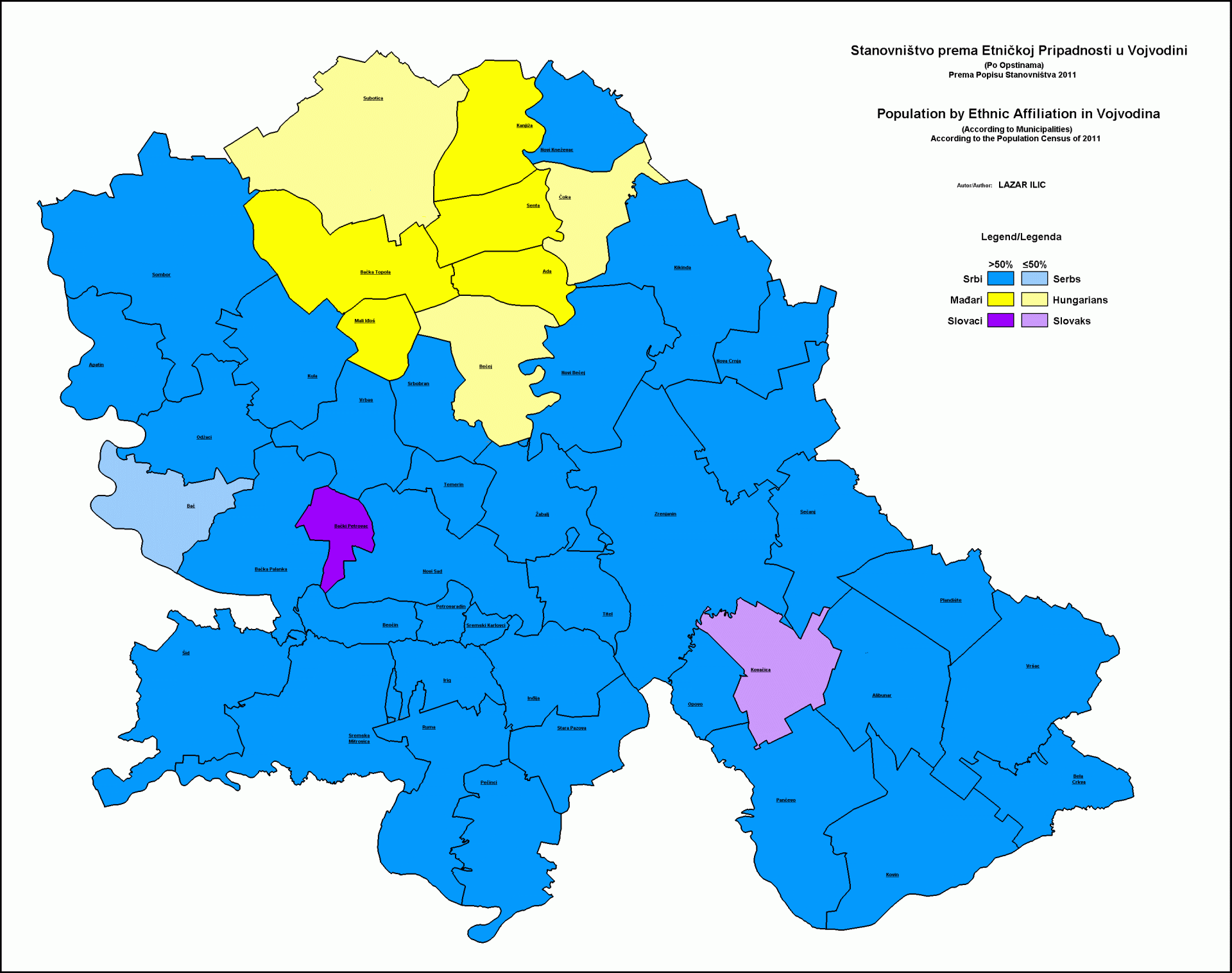
Ethnic structure of Vojvodina by municipalities 2011.
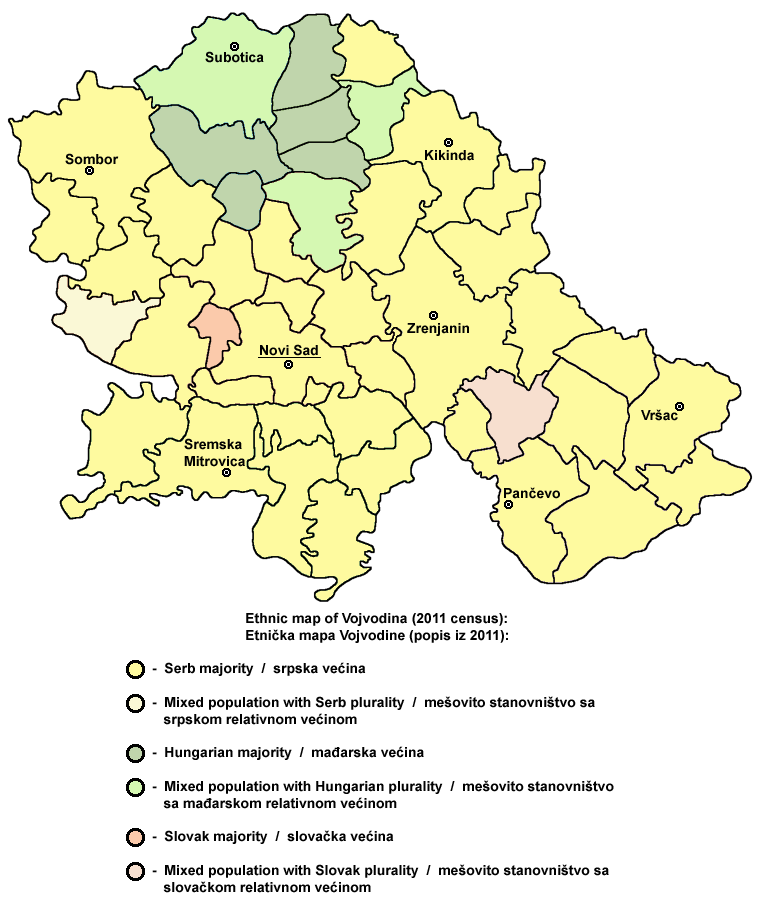
Ethnic structure of Vojvodina by municipalities in 2011.
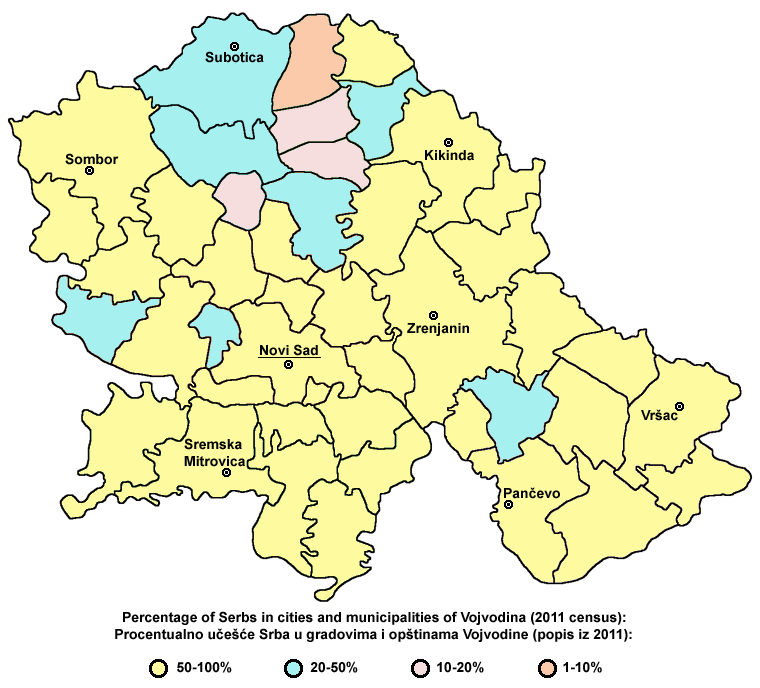
Share of Serbs in Vojvodina by municipalities 2011.
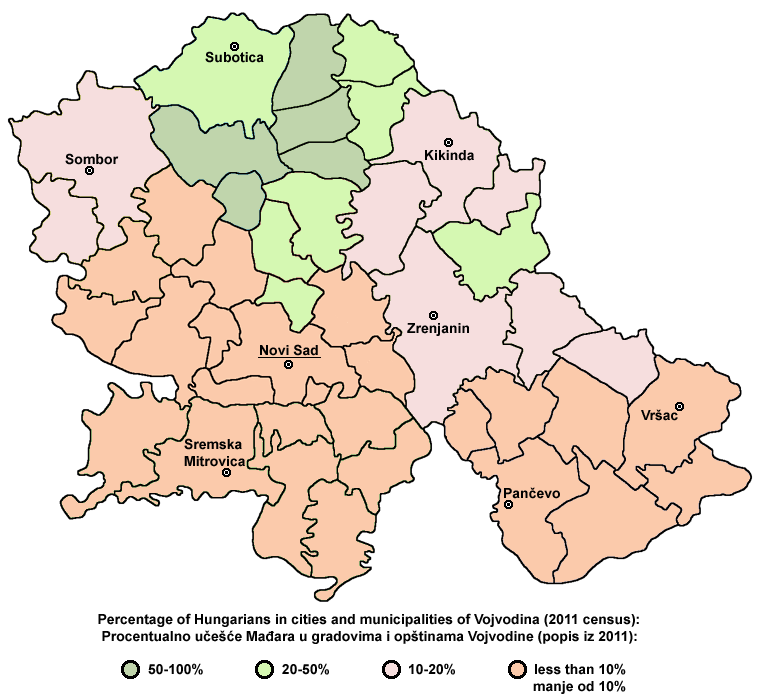
Share of Hungarians in Vojvodina by municipalities 2011.
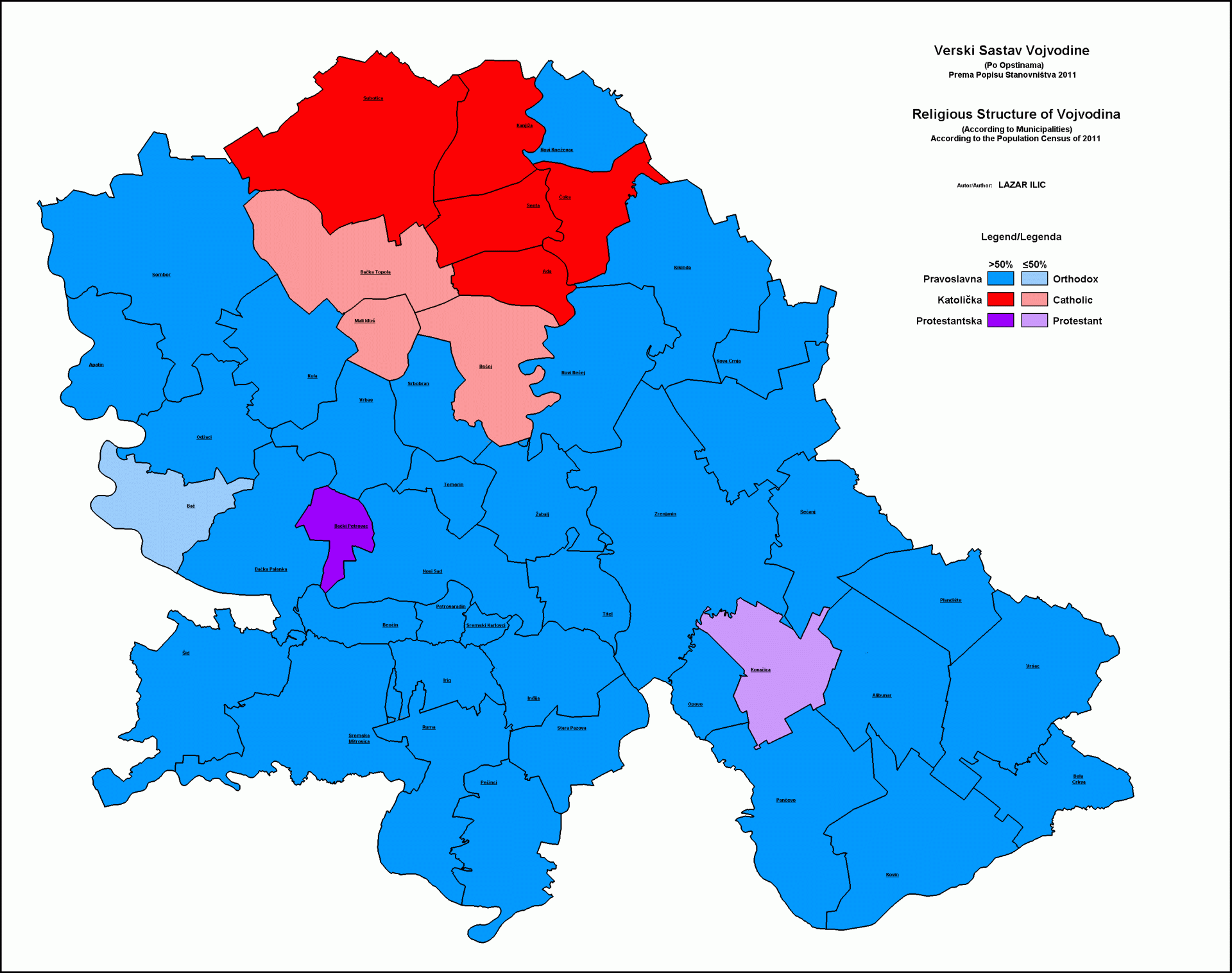
Religious structure of Vojvodina by municipalities 2011.
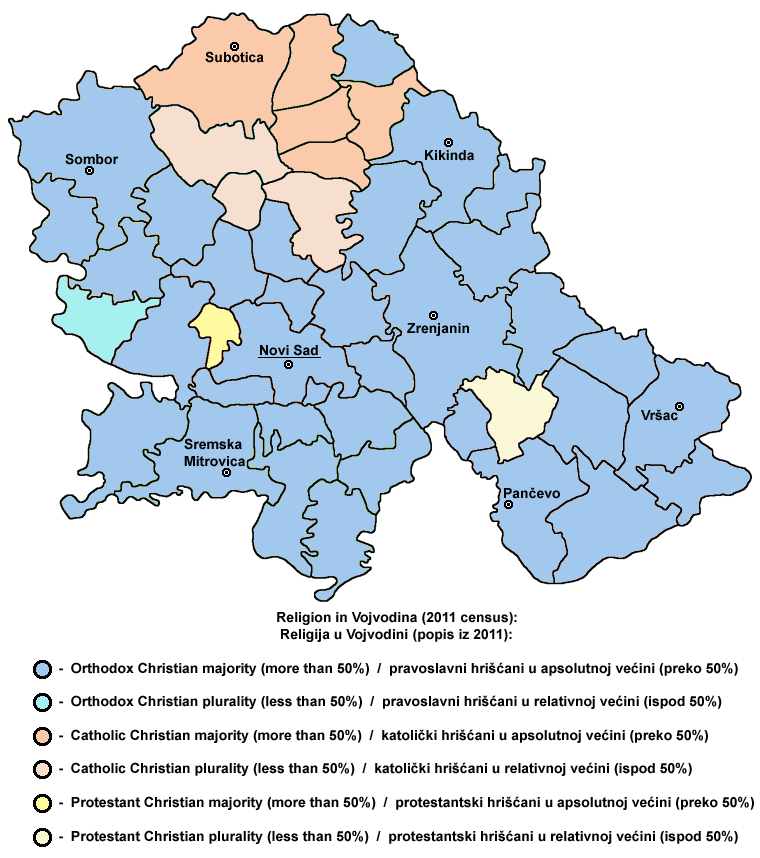
Religious structure of Vojvodina by municipalities in 2011.
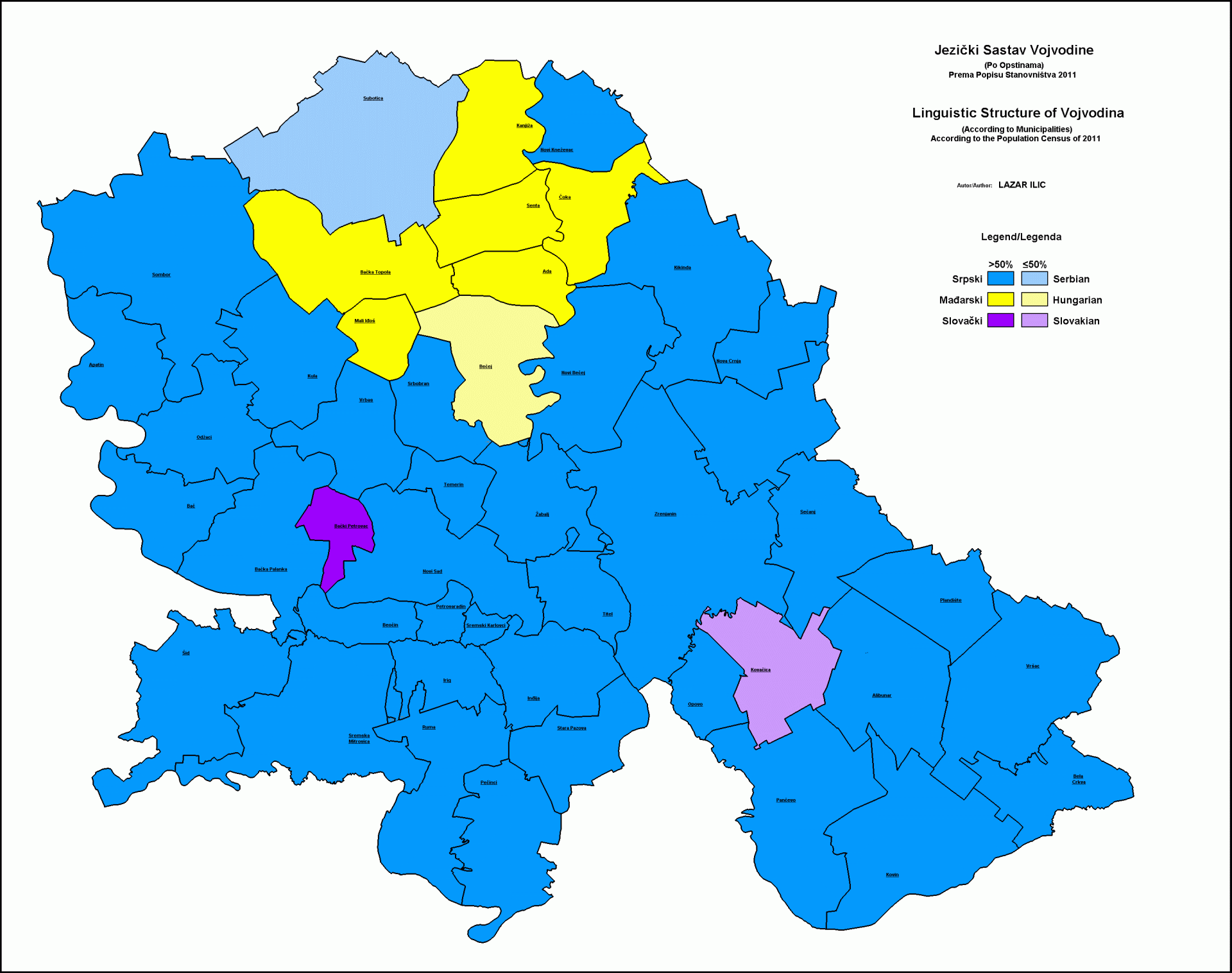
Linguistic structure of Vojvodina by municipalities 2011.
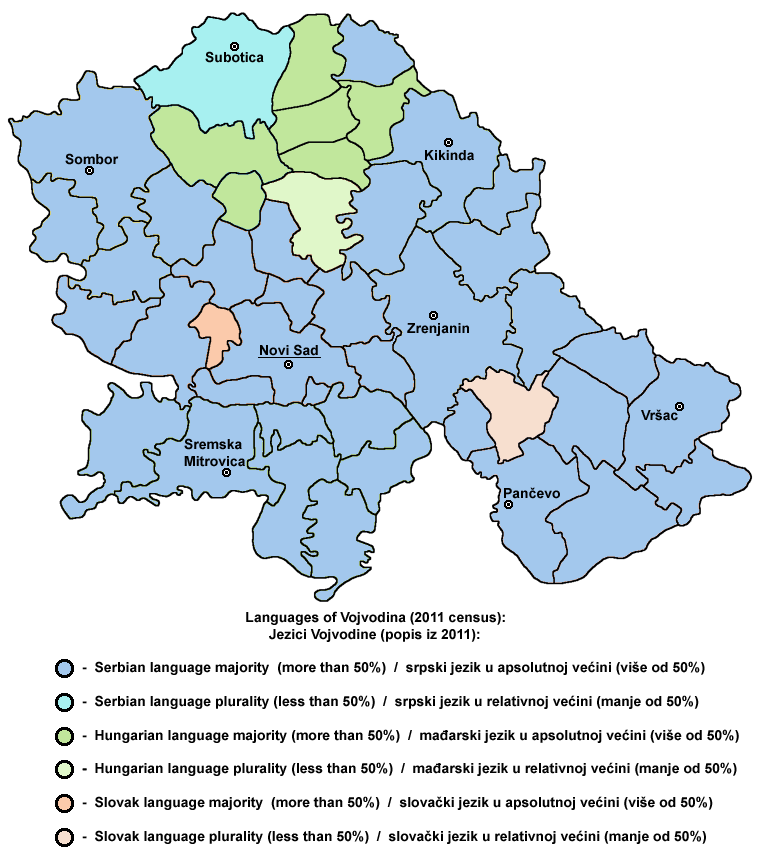
Linguistic structure of Vojvodina by municipalities in 2011.

## Población por lengua materna
- 1.557.020 Serbio (76,63%)
- 284.205 Húngaro (13,99%)
- 55.065 Eslovaco (2,71%)
- 29.512 Rumano (1,45%)
- 21.939 Romaní (1,08%)
- 21.053 Croata (1,04%)
- 4.152 Macedonio
- 2.369 Albanés
- 920 Búlgaro

## Población por religión
- 1.401.475 Ortodoxos (68,97%)
- 388.313 Católicos y de rito oriental (19,11%)
- 72.159 Protestantes (3,55%)
- 12.583 Ateos
- 8.073 Musulmanes
- 329 Judíos
- 166 religiones orientales (Budismo, Hinduismo etc.)
- 4.456 otras
- 418 sin afiliación religiosa
- 42.876 desconocido
- 101.144 sin responder a la encuesta

## Población por género
- 984.942 hombres
- 1.047.050 mujeres

Población por grupos de edad:
- 0-14 años: 15,85% (165.332 hombres, 156.873 mujeres)
- 15-64 años: 68,62% (693.646 hombres, 700.416 mujeres)
- 65 años o más: 15,53% (125.964 hombres, 189.761 mujeres)